# Internationella Kvinnokongressen i Haag 1915

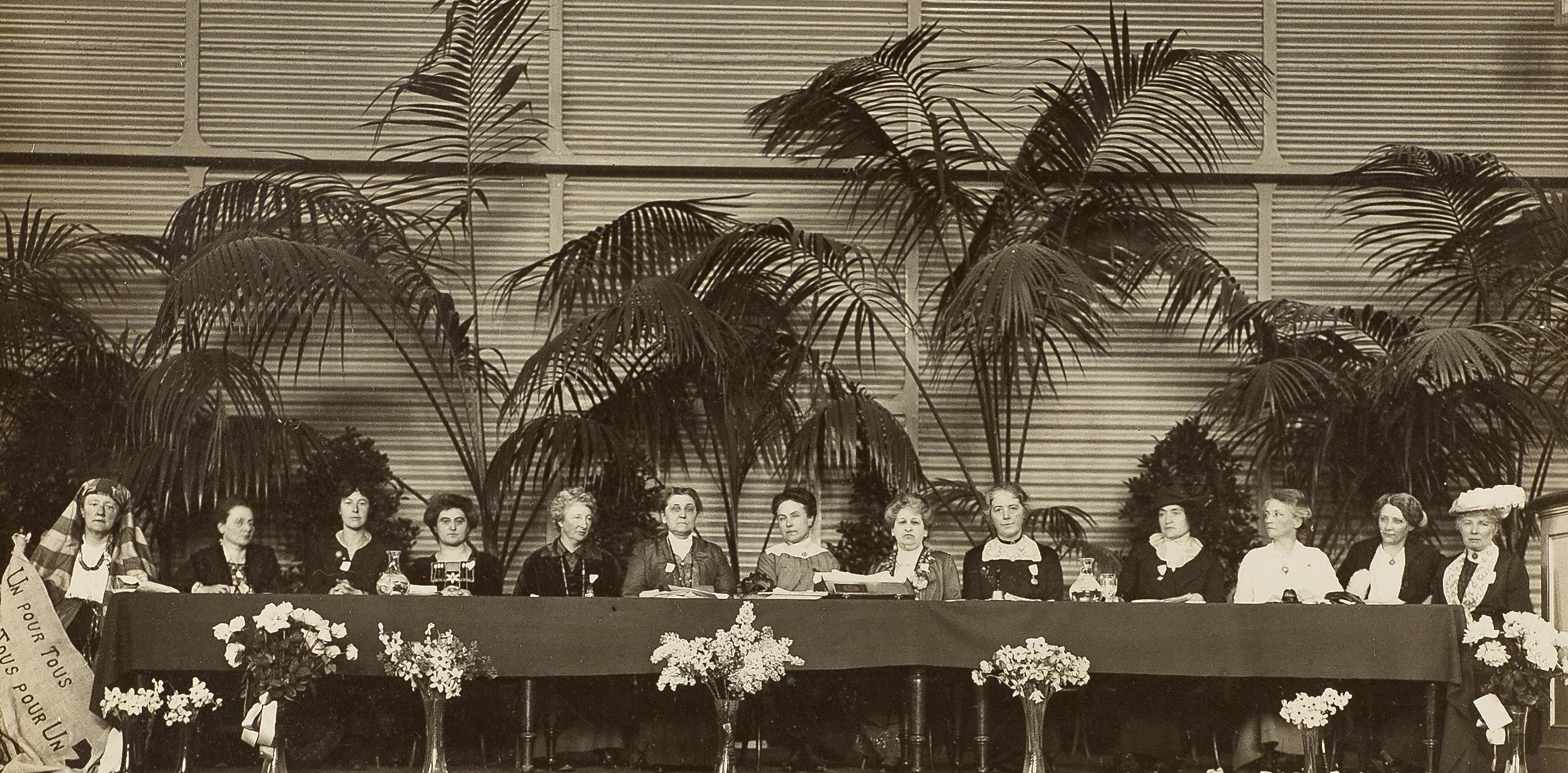
Haag konferensen 1915, från vänster:1. Lucy Thoumaian - Armenien, 2. Leopoldine Kulka – Österrike, 3. Laura Hughes - Kanada, 4. Rosika Schwimmer - Ungern, 5. Anita Augspurg - Tyskland, 6. Jane Addams - USA, 7. Eugenie Hanner, 8. Aletta Jacobs - Nederländerna, 9. Chrystal Macmillan - UK, 10. Rosa Genoni - Italien, 11. Anna Kleman - Sverige, 12. Thora Daugaard - Danmark, 13. Louise Keilhau – Norge

Internationella Kvinnokongressen i Haag 1915 var en kongress organiserad av kvinnliga pacifister ur International Congress of Women i Haag i Nederländerna 28 april 1915 för att protestera mot kriget som pågick i Europa. Det samlade över 1 100 delegater från olika länder och resulterade i grundandet av Internationella kvinnoförbundet för fred och frihet. 

## Historik
Under kongressen bildades International Committee of Women for Permanent Peace (ICWPP) och Jane Addams utsågs till ordförande. Den svenska delegationen bestod av 12 delegater och leddes av Anna Kleman Bland de svenska delegaterna vid kongressen i Haag fanns Elin Wägner, Emilia Fogelklou och Matilda Widegren.
Kommitténs syfte var att uppmana neutrala länder till medlingspositioner och krigförande länder till dialog samt att skapa opinion för fredliga lösningar. Kongressens kortsiktiga mål var att få stopp på kriget samt långsiktiga nedrustningsplaner och krav på ökad jämställdhet mellan kvinnor och män samt mellan stater. 
Kongressen blev permanent, med högkvarter i Genève; som ett resultat bildades Women's International League for Peace and Freedom (WILPF) med Jane Addams som första ordförande. Det svenska namnet blev Internationella Kvinnoförbundet för Fred och Frihet (IKFF). Det finns en svensk sektion av förbundet. 